# Club Atlético Central Córdoba (Santiago del Estero)
El Club Atlético Central Córdoba, simplemente conocido como Central Córdoba, es un club de la ciudad de Santiago del Estero, Argentina. Fue fundado el 3 de junio de 1919 y está afiliado a la Liga Santiagueña de Fútbol. Actualmente participa en la Primera División de Argentina.

## Historia

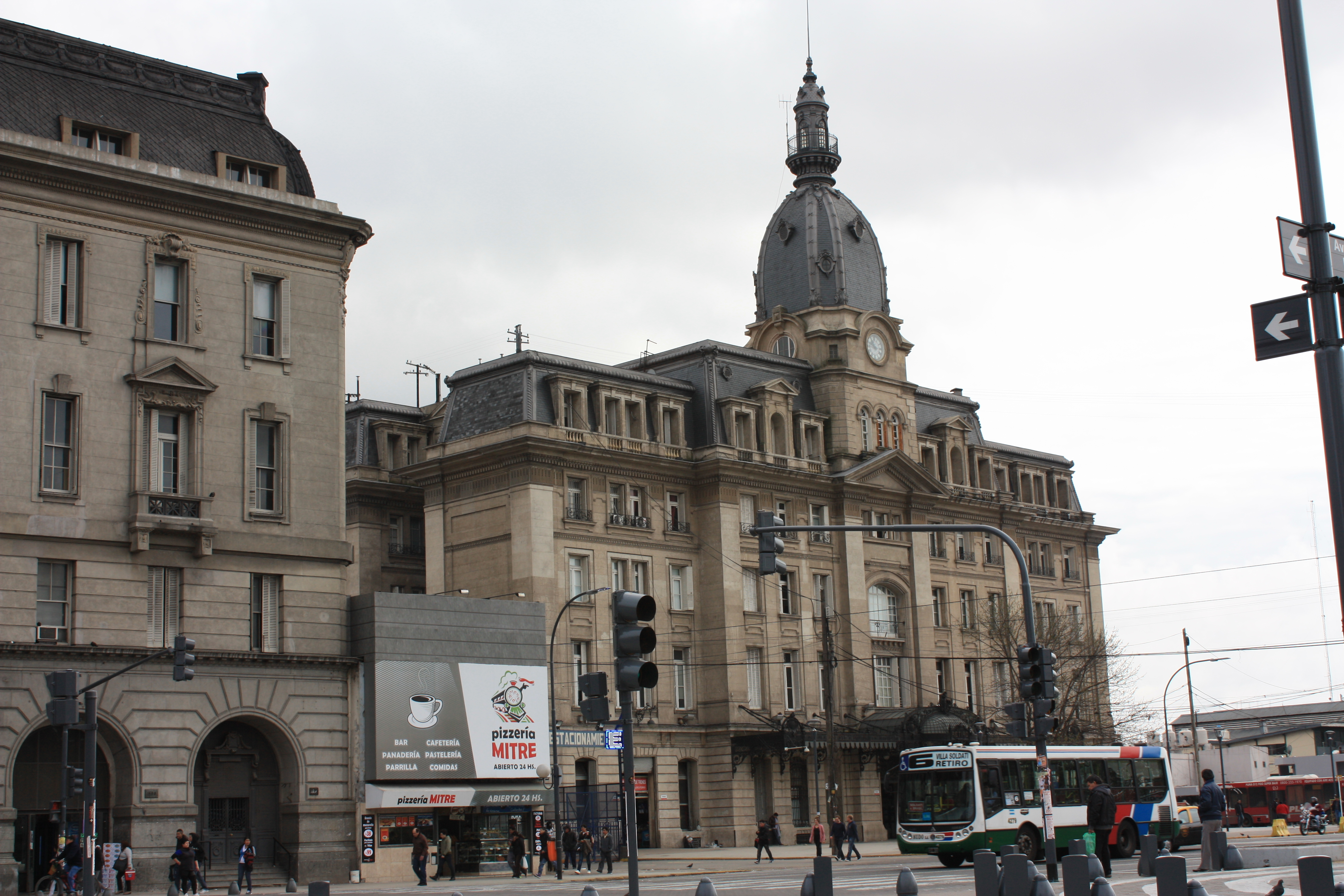
La estación Retiro formaba parte del Ferrocarril Central Córdoba, que sirvió de inspiración para crear el Club Atlético Central Córdoba.

### Fundación
El 3 de junio de 1919 surge luego de varias reuniones que mantuvieron los empleados ferroviarios y los vecinos del barrio Oeste, en vistas a la fundación de un club de fútbol. Fue en la esquina de Av. Belgrano y Sarmiento, lugar donde antes funcionaba la Biblioteca 9 de julio, donde don Alfredo Terrera, Cruciano Figueroa, Miguel Pulvet, José Cruellas, Luis Méndez, Eleodoro Morales Sánchez, Lázaro Peria, Telmo Luna, Enrique Rizo Patrón, José Pereyra, Ricabel Santillán, y familias como los Ovejero, los Collado y los Brander llevaron adelante la iniciativa.

### Década de 1960
El equipo se fue haciendo popular entre los santiagueños a mediados del siglo XX, tras una seguidilla de campeonatos consecutivos que obtuvo desde 1959 hasta 1967, dominando desde entonces las tablas de recaudaciones del fútbol santiagueño.

#### Campeonato Nacional 1967: Debut en la Primera División
En 1967, la Asociación del Fútbol Argentino decidió modificar sus torneos y creó el Campeonato Nacional, en el que participaron por primera vez clubes indirectamente afiliados a la AFA. Central Córdoba clasificó luego de obtener el Torneo Regional, al vencer a Sportivo Guzmán en Tucumán. El debut del Ferroviario en Primera División se produjo el 8 de septiembre de 1967 en su estadio, ante más de 15.000 personas, enfrentando por ese entonces al subcampeón vigente de la Copa Libertadores de América 1966, River Plate, perdiendo 1-0 con gol de Solari. Es el primer partido oficial que juega uno de los cinco grandes en Santiago del Estero, y el primer gol de ese primer Torneo Nacional. El Ferroviario consigue empatar de local con Vélez Sarsfield en la tercera fecha, y dignísimas derrotas ante Estudiantes de La Plata (1-2) y Rosario Central (0-1). El 15 de octubre de 1967 logró el primer triunfo de un equipo del interior indirectamente afiliado en Capital Federal, tras derrotar a Boca Juniors por 2-1 en La Bombonera, con goles de Marcelo Aranda y Manuel Rojas, constituyendo la primera hazaña del fútbol provinciano, en un torneo oficial. El 5 de diciembre de 1967 recibe al Campeón de América y del Mundo 1967, el Racing Club de Avellaneda, empatando 0-0 e inaugurando su sistema artificial de iluminación.

#### 1968: Participación en el Torneo Promocional
En 1968, participó en el Torneo Promocional luego de finalizar como subcampeón del Regional.

### Década de 1970

#### Campeonato Nacional 1971: Retorno a la Primera División
Tres años después, volvió a participar en el Campeonato Nacional al obtener el Regional 1971, en la que fue su última participación en un torneo nacional de Primera División. Para destacar de la participación del "Ferro" en este torneo, son los triunfos obtenidos ante San Martín de Tucumán (7-1) y Chacarita, de visitante (8-2) y las primeras derrotas con Boca (3-1) para luego ganarles (2-1) y (9-2) y Estudiantes de La Plata (6-2). 
Es el equipo santiagueño que más participaciones tiene en los Torneos Regionales, 11 veces en total: 1967/1968/1970/1971/1972/1975/1976/1977/1979/1984/1985, clasificando tres veces a Primera, y tres veces subcampeón Regional 1968, 1979 y 1984.

### Década de 1980

#### 1986: Debut en el Nacional B
En 1986, obtiene el derecho de participar en el primer Nacional B al ganar el Torneo Anual de la Liga Santiagueña, considerado como Torneo del Interior. Pero lo más fascinante de la época, fue que se enfrentó con su clásico norteño, que en ese tiempo, fue campeón de todo lo que se le puede ocurrir a un pensante. UNION SPORTIVA (Recreo - Catamarca). Destronándolo así, al gigante catamarqueño.

### Década de 1990

#### 1992: Regreso a la Liga Santiagueña
En la segunda categoría del fútbol argentino se mantuvo por 6 temporadas, hasta que descendió en la temporada 1991/92. En 1991, venció a Tigre 3-0 en un recordado partido de desempate por el tercer descenso en cancha de Unión de Santa Fe, con goles de Franceschi, Salvatierra (de penal) y Barraza.

#### 1996: Participación en el Torneo Argentino B y Ascenso al Torneo Argentino A de 1999
En 1996, participó en el Torneo Argentino B, cuarta categoría para los clubes indirectamente afiliados, en el llegó hasta cuartos de final. En 1998, ganó el Torneo Argentino B y ascendió al Torneo Argentino A, del cual descendió al año siguiente por una mala campaña.

### Década de 2000

#### 2000: Segundo descenso al Torneo Argentino B
En el año 2000, volvió a competir en el Torneo Argentino B, pero no consiguió clasificar a la instancia final. Ese mismo año, debido a una mala campaña, problemas económicos y la resta de puntos, bajó a la Primera B de la Liga Santiagueña de Fútbol. Finalmente, la crisis causó que el club fuese intervenido.
Al año siguiente, aún intervenido, realizó una gran campaña en el ascenso (con récord de entradas vendidas para el ámbito liguista) gracias a la que pudo retornar luego de un solo año a la máxima categoría del fútbol de provincia.
En 2004, el Consejo Federal de Fútbol cursó invitaciones para disputar el Torneo Argentino B a clubes con historia y convocatoria que no estaban participando en torneos organizados por la AFA, entre ellos Central Córdoba.
Después de tres temporadas consecutivas en el torneo, en 2007 el club realizó una buena actuación, clasificando a la final de la zona Norte, en la que fue derrotado por Boca Unidos de Corrientes. En la Liguilla de Promoción perdió frente a Talleres de Perico.

#### 2008: Ascenso al Torneo Federal A
La siguiente temporada llegó una vez más a la final del Argentino B, pero perdió contra Patronato de Paraná. Sin embargo, en la promoción obtuvo el ascenso al Torneo Argentino A, después de vencer a Luján de Cuyo 4 a 0 en Santiago y empatar 1 a 1 en el Estadio Malvinas Argentinas de Mendoza.

### Década de 2010

#### 2014: Regreso a la B Nacional luego de 22 años
Se mantuvo en la tercera división hasta 2014, cuando logró el ascenso al vencer por 3 a 2 a Unión Aconquija, en el desempate por el primer puesto de la Zona 3, con un gol agónico de Carlos Herrera a los 118 minutos, retornando así a la segunda categoría del fútbol argentino luego de 22 años, tras su última participación en la temporada 1991/1992. 
Fue un ascenso épico, ya que los catamarqueños iban liderando la tabla en soledad casi todo el torneo, llevándole puntos considerables a sus perseguidores.

#### 2017: Descenso al Torneo Federal A
Tras malas campañas, en la temporada 2016-17 se ubicó en la zona de descenso, siendo el cuarto descendido tras perder por 2 a 1 ante All Boys, regresando así a la tercera categoría del fútbol argentino.
El entonces entrenador Gustavo Coleoni, quien había asumido unas fechas antes del descenso, decidió rechazar ofertas de otros clubes para quedarse en el club ferroviario, pidiendo revancha a los dirigentes e hinchada con el llamado "Operativo Retorno". Armó un equipo competitivo, con mezcla de jugadores de jerarquía como Alexis Ferrero, Alfredo Ramírez y Diego Jara, con vasta trayectoria en Primera División, y jugadores promesas como Leandro Vella y Pablo Ortega. Le dio al equipo una identidad de juego, saliendo a ganar en todas las canchas dónde le tocaba jugar, destacándose en todo el torneo y tomando el título de candidato, junto a Gimnasia de Mendoza. Luego de una campaña exitosa, logra coronarse campeón del Torneo Federal A 2018 tras el triunfo ante Defensores de Belgrano (VR) por 2 a 1 y ganar el Pentagonal Final de manera invicta, logrando ser el equipo con mayor goleo anotando 53 goles en 29 partidos, y festejando así el título en el Alfredo Terrera con toda la parcialidad ferroviaria, retornando a la Primera B Nacional tras 9 meses de aquel fatídico descenso.

#### 2019: Ascenso a la Superliga Argentina
Luego del ascenso al Nacional B, Coleoni siguió en el cargo de DT, mantuvo la base del plantel campeón del Federal A y sumó refuerzos de gran nivel como Nahuel Luján, Javier Rossi, Fernando Piñero y Maximiliano Cavallotti, como los más resonantes. El equipo comenzó con debacles la primera gran parte del torneo, alternando buenas y malas, pero gracias al correr de los partidos, pudo asentar la idea de juego del entrenador, empezando a sumar puntos importantes y escalando posiciones en la tabla, llegándose a ubicar sexto, dándole así una plaza para jugar el Reducido por un ascenso a Primera División, aunque con desventaja deportiva.
Allí tuvo que enfrentar a rivales de gran jerarquía, comenzando con Platense por los cuartos de final, empatando 0-0 en el Alfredo Terrera y ganando de visitante por la mínima 1-0 con gol de Pablo Ortega a los 75 minutos del segundo tiempo.
En semifinales le tocó medirse con Almagro, ganando el partido de ida por 2-1 con un gol de Facundo Melivilo y Javier Rossi en condición de local, logrando también el triunfo de visitante por 2-1 con goles de Nahuél Lujan y Javier Rossi, clasificando así a la final del Reducido, desatando el delirio de los pocos hinchas infiltrados del Ferro que fueron a alentar esa tarde en el Estadio 3 de Febrero.
En la final, se topó con Sarmiento de Junín, que venía con hambre de gloria tras 2 fracasos de ascensos anteriores (frente a San Martín de Tucumán y Arsenal de Sarandí). 
En un Alfredo Terrera colmado, y gracias al apoyo de su gente, el local se adelantó en el marcador con un gol de cabeza del histórico Javier Rossi, acrecentando las ilusiones del pueblo ferroviario. La alegría no duró mucho, ya que a falta de 10 minutos del final, una jugada colectiva encontró en Nicolás Miracco la llave de gol, dejando en suspenso la plaza de ascenso. Una semana después, y luego de mucha expectativa, se midieron en Junín. El "Verde" salió con la fuerza de su localía y orgullo para aumentar el marcador, pero encontró una "tarde negra" en su delantero más punzante, Nicolás Orsini, teniendo varios "mano a mano" frente al arquero César Taborda, de las cuales ninguna pudo convertir. Los minutos pasaban, el local se apresuraba ante la presión de su gente, mientras que el Ferroviario aprovechaba esos momentos para acomodarse en el campo, terminando el marcador sin tantos.
En la tanda de penales, el visitante estuvo mucho más efectivo que el local, convirtiendo todos los penales, y encontrando en César Taborda la gloria eterna, tras atajar el tiro de Franco Leys. Alfredo Ramírez fue el encargado de patear el último penal colocándola en el ángulo de Vicentini, y ubicando así a Central Córdoba en la máxima categoría del fútbol argentino, tras 48 años luego de sus participaciones en los viejos Torneos Nacionales.

#### 2019: Llegada a su primera final en la Copa Argentina
El Ferroviario empezó su camino de ensueño en la Copa Argentina 2018-19, mientras disputaba el Nacional B con vistas al ascenso a la Superliga. Comenzó jugando los 32° de final en Santa Fe contra Nueva Chicago, ganando por la mínima 1 a 0 con gol de Facundo Melivilo. 
Consumado su ascenso a la Primera División y con grandes aspiraciones, jugó los 16° de final venciendo 1 a 0 a All Boys con gol de Joao Rodríguez, teniendo a Santa Fe nuevamente como escenario del triunfo. La senda positiva no paraba, e iba haciéndose más grande cuando en los octavos de final vencería por 2 a 1 a Villa Mitre (Bahía Blanca), con goles de Jonathan Herrera y Lisandro Alzugaray. Central Córdoba conseguía de esta manera alcanzar el hito conseguido en la campaña pasada de la Copa, llegando a los cuartos de final. Allí se enfrentó con Estudiantes de La Plata, ganándole 1 a 0 con gol de Gervasio Nuñez en Córdoba. 
El Ferro seguía escribiendo su nombre con tinta permanente en las semifinales, a la cual llegaría por primera vez en su historia, encontrándose con Lanús. Ese 14 de noviembre quedará grabado a fuego en la memoria de los hinchas ferroviarios, ya que en una tarde calurosa en la ciudad de La Rioja, conseguiría ganarle por la mínima 1 a 0 al Granate, con un zapatazo al ángulo del capitán Cristian Vega, desatando el delirio de toda una multitud santiagueña que se hizo presente en el Estadio Carlos Augusto Mercado Luna. 
De esta manera, el equipo conseguía el boleto soñado para jugar la final de la Copa Argentina en Mendoza, nada más ni nada menos que contra River Plate, quién venía de ser subcampeón de la Copa Libertadores al perder contra Flamengo en un partido atípico ya que a falta de 5 minutos de culminar el encuentro, los brasileños convirtieron 2 goles, impidiéndole al Millonario lograr el bicampeonato, y a Central Córdoba de clasificar automáticamente a la próxima Copa Libertadores por primera vez en su historia, independientemente del resultado que consiga en la final. Finalmente, en un Malvinas Argentinas repleto, River Plate se impuso por 3 a 0 al Ferroviario, con goles de Ignacio Scocco, Ignacio Fernández y Julián Álvarez.

#### 2024: Campeón de la Copa Argentina
Por ser uno de los veintiocho participantes de la Liga Profesional 2023, Central Córdoba clasificó a la Copa Argentina 2024. Inició su participación el 2 de abril, venciendo a Quilmes por los treintaidosavos de final. Posteriormente, derrotó a Estudiantes de La Plata en dieciseisavos por 2-1, a Newell's Old Boys en octavos de final por penales tras igualar 0-0, a Temperley en cuartos de final por 2-1, y a Huracán en semifinales por 2-1. Selló de esta manera su segunda clasificación histórica a la final del certamen. El partido, que se disputó el 11 de diciembre en el estadio 15 de Abril de Santa Fe, lo enfrentó a Vélez Sarsfield, que llegaba como evidente favorito al encontrarse por entonces líder de la Liga Profesional 2024 — en la cual terminaría consagrándose días más tarde— y por ser, asimismo, el equipo con puntos más obtenidos en la temporada. Contra lo esperado, Central Córdoba ganó el encuentro por 1-0 y obtuvo así el primer título de su historia. La consagración le otorgó la clasificación a la Copa Libertadores 2025, convirtiéndose así en el primer club santiagueño en participar en un certamen internacional.

#### 2025: Participación en la Copa Libertadores de América
El 17 de marzo de 2025 se realizó el sorteo de la Copa Libertadores. Central Córdoba, que fue incorporado en el último bombo, fue sorteado al grupo C junto con Flamengo de Brasil, Liga de Quito de Ecuador y Deportivo Táchira de Venezuela.
Su debut internacional se produjo el 3 de abril, en una igualdad sin goles ante Liga de Quito en condición de local. Seis días más tarde, y ante todo pronóstico, venció a Flamengo en el mítico Maracaná por 2-1, sellando su primera victoria internacional y transformándose en el primer club argentino en vencer al Mengão como visitante por Copa Libertadores.
Siguió haciendo historia venciendo al Deportivo Táchira y empatando ante Flamengo, ambos en condición de local, y volviendo a vencer a Táchira en condición de visitante.
Desafortunadamente, y a pesar del empate ante Flamengo de local, la derrota 3 a 0 ante LDU en Ecuador selló su eliminación tras la victoria 1 a 0 de Flamengo sobre Táchira, siendo el segundo equipo en la historia en ser eliminado con 11 puntos en la fase de grupos (el primero fue Audax Italiano en la Libertadores 2007). 
Fue relegado a la Copa Sudamericana.
Resultados históricos del equipo santiagueño:
- Nacional 1967: Boca 1-2 Central Córdoba
- Superliga 2019: San Lorenzo 1-4 Central Córdoba
- Superliga 2021: San Lorenzo 0-4 Central Córdoba [10]
- Superliga 2021: Arsenal de Sarandí 0-5 Central Córdoba [11]
- Liga 2022: Independiente 1-2 Central Córdoba
- Liga 2022: Central Córdoba 1-0 Boca
- Final Copa Argentina 2024: Central Córdoba 1-0 Vélez Sarsfield
- Copa Libertadores 2025: CR Flamengo 1-2 Central Córdoba

## Estadio

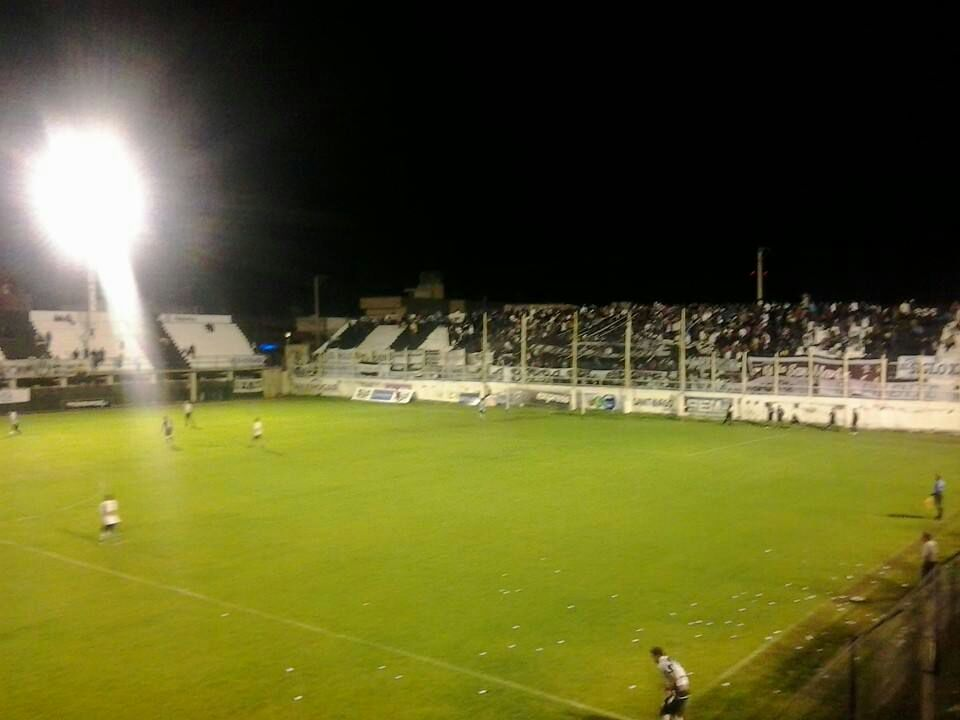
Vista de la tribuna local y parte de tribuna Santa Fe del Estadio Alfredo Terrera durante un partido correspondiente al año 2014.

El Estadio Alfredo Terrera está ubicado entre las calles Granadero Saavedra, San Martín, Pedro León Gallo y Santa Fe, en la ciudad de Santiago del Estero, Argentina. Fue inaugurado el 21 de octubre de 1946 y es la casa de Central Córdoba desde entonces. El estadio cuenta con capacidad para albergar a alrededor de 23.500 espectadores.
La iluminación fue estrenada el 6 de diciembre de 1967, en la fecha 7 del Nacional empatando 0 a 0 contra el Racing Club campeón mundial. Recuerdan los nostálgicos Desde la Belgrano y Pedro León Gallo se veía el resplandor de la moderna luz artificial que iluminaba el oeste.
A pesar de que este recinto es propiedad y casa oficial del club, el equipo actualmente ejerce su localía (en la mayoría de sus partidos) en el moderno Estadio Único Madre de Ciudades debido a su convocatoria y participación en Primera División. El inmueble fue inaugurado el 4 de marzo de 2021, y actualmente cuenta con capacidad para 30,000 espectadores sentados.

## Rivalidades

### Güemes
Su clásico rival histórico es el Club Atlético Güemes, y el partido entre ambos se denomina clásico del oeste.

### Mitre
Además, a partir de 1982, tomó mucha trascendencia la rivalidad con el Club Atlético Mitre, en la que se define como el Clásico santiagueño.

## Datos del club
- Participaciones en 1.ª: 8
  - Temporadas en la Primera División: 6 (2019/20-).
  - Temporadas en el Campeonato Nacional: 2 (1967, 1971).
- Temporadas en el Torneo Promocional: 1 (1968)
- Temporadas en la Primera B Nacional: 10 (1986-87 a 1991-92, 2015 a 2016-17, 2018-19).
- Temporadas en el Torneo Argentino A o en el Torneo Federal A: 9 (1998-99, 2008-09 a 2014, 2017-18)
- Temporadas en el Torneo Argentino B: 7 (1996, 1998, 2000, 2004-05 a 2007-08).
- Participaciones en la Copa Argentina: 7 (2017, 2018, 2019, 2020/21, 2022, 2023, 2024)
- Mejor participación en la Copa Argentina: 2024 (Campeón).

Participación en torneos nacionales (antes a la reestructuración del fútbol argentino)
Participación en torneos nacionales (después de la reestructuración del fútbol argentino)

## Uniforme
- Uniforme titular: Camisa con rayas verticales negras y blancas, pantalón negro y medias blancas.
- Uniforme alternativo: Camisa, pantalón y medias granate.
- Tercer uniforme: Camisa, pantalón y medias blancas.

### Uniforme titular
| 2015 | 2016 | 2016 - 2017 | 2017 | 2017 - 2018 | 2018 - 2019 | 2019 - 2020 | 2020 - 2021 | 2021 |

|  | 2022 | 2022 | 2023 |

### Uniforme Alternativo
| 2015 | 2016 | 2016 - 2017 | 2017 | 2017 - 2018 | 2018 - 2019 | 2019 - 2020 | 2020 - 2021 | 2021 |

|  | 2022 | 2022 | 2023 |

### Uniforme Tercero
| 2015 | 2016 | 2017 | 2017 - 2018 | 2018 - 2019 | 2019 - 2020 | 2020 - 2021 | 2021 |

|  | 2022 | 2022 | 2023 |

### Indumentaria y patrocinador
| Período       | Proveedor     |
| ------------- | ------------- |
| 1980–1986     | Urribari      |
| 1986–1988     | Puma          |
| 1988–1989     | Helueni Sport |
| 1989–1990     | Bukta         |
| 1990–1992     | Taiyo         |
| 1992–1993     | ED            |
| 1993–1994     | LAR           |
| 1994–1995     | Sportlandia   |
| 1995–1996     | Penalty       |
| 1996–1998     | Nanque        |
| 1998–2000     | Uhlsport      |
| 2000–2001     | Cougar        |
| 2001–2003     | Kalong        |
| 2003–2004     | Mebal         |
| 2004–2006     | Reusch        |
| 2006–Presente | Adhoc         |

| Período       | Proveedor                                                   |
| ------------- | ----------------------------------------------------------- |
| 1984–1986     | Banco Provincial                                            |
| 1986–1987     | Lotería Santiagueña                                         |
| 1987–1988     | Jugo Mes                                                    |
| 1988–1989     | Resero                                                      |
| 1989–1990     | Codere                                                      |
| 1990–1991     | Transporte La Unión                                         |
| 1991–1992     | Safé                                                        |
| 1992–1993     | Transporte La Unión                                         |
| 1993–1994     | Pepsi                                                       |
| 1994–1995     | DxT                                                         |
| 1995–2001     | Credimas                                                    |
| 2001–2003     | Codere                                                      |
| 2003–2004     | Cooperativa La Unión                                        |
| 2004–2005     | Transporte La Unión                                         |
| 2005–2009     | MC Center / Gobierno de Santiago del Estero                 |
| 2009–2019     | Tarjeta Sol / Gobierno de Santiago del Estero               |
| 2019–Presente | Banco Santiago del Estero / Gobierno de Santiago del Estero |

## Jugadores

### Goleadores y más partidos
| Goleadores               | Goleadores | Presencias                        | Presencias |
| ------------------------ | ---------- | --------------------------------- | ---------- |
| Jorge Sebastián Saez     | 52 goles   | Diego Alejandro Suarez            | 230        |
| Darwin Fabián Barreto    | 50         | Cristian Orlando Vega             | 181        |
| Walter Omar Jiménez      | 32         | Hugo Ismael Vera                  | 177        |
| Javier Armando Contreras | 31         | Luis Tomas Asili                  | 164        |
| José Marcelo Barraza     | 27         | Aníbal Jonathan Gastón            | 126        |
| German Gustavo Díaz      | 19         | Paulo Cesar Paglioni              | 125        |
| Diego Daniel Jara        | 19         | German Aníbal Ceferino Montenegro | 121        |
| Diego Núñez              | 18         | Jorge Sebastián Saez              | 121        |
| Juan Carlos Roldan       | 17         | Darwin Fabián Barreto             | 120        |
| Diego Alejandro Suarez   | 16         | Lucas Matías Ramos                | 119        |

## Entrenadores

### Cronología
- Félix Acuña (1966)
- Antonio Collado (1967)
- Inocencio Alberto Rastelli (1971)
- Julio San Lorenzo (1986)
- Jorge Lutman (1987)
- Leopoldo Jacinto Luque (1988)
- Ramón Cabrero (1990)
- Alcides Merlo (1999)
- Alcides Merlo (2003)
- Rafael González (2004)
- Héctor Ártico (2005)
- Juan Carlos Roldán (2005)
- Jorge Lutman (2005)
- Juan Manuel Ramos (2006)
- Fernando Donaires (2006-2007)
- Alejandro Cánova (2007-2009)
- Carlos Ereros (2009-2010)
- Rubén Agüero (2010)
- Arsenio Ribeca (2010-2011)
- Daniel Córdoba (2011-2012)
- Salvador Ragusa (2012-2013)
- Juan Carlos Roldán (2013-2014)
- Víctor Riggio (2014-2015)
- Luis Medero (2015-2016)
- Andrés Guglielminpietro (2016)
- Marcelo Fuentes (2016)
- Gustavo Coleoni (2017-2020)
- Alfredo Berti (2020)
- Gustavo Coleoni (2021)
- Sergio Rondina (2021-2022)
- Adrián Adrover (2022)
- Abel Balbo (2022)
- Leonardo Madelón (2023)
- Omar De Felippe (2023)
- Abel Balbo (2024)
- Juan Carlos Roldán (2024)
- Lucas González (2024)
- Omar De Felippe (2024-act.)

### Entrenadores destacados
- Antonio Collado: campeón del Norte en 1967. Fue el técnico del plantel que jugó el primer Torneo Nacional.
- Félix Acuña: múltiple campeón del torneo local en la década de 1960.
- Inocencio Alberto Rastelli: dirigió al equipo en el Torneo Nacional de 1971.
- Julio San Lorenzo: clasificó al club al Torneo Nacional B en 1986.
- Leopoldo Jacinto Luque: guio al club a realizar su mejor campaña en el Nacional B en 1988.
- Ramón Cabrero: entrenó al equipo en el Nacional B de 1990.
- Alcides Merlo: consiguió el ascenso al Argentino A 1999, en una de sus varias temporadas como DT del equipo.
- Jorge Lutman: condujo al equipo en la segunda temporada en el Nacional B. Volvió en 2006, pero no pudo campeonar.
- Fernando Donaires: clasificó al equipo a la final por el ascenso en 2007, cayendo en la final ante Boca Unidos.
- Alejandro Cánova: ascendió al Argentino A 2008/09 al ganar la promoción ante Lujan de Cuyo el 29 de junio de 2008.
- Víctor Riggio: ascendió a la Primera B Nacional 2015 al ganar el Partido desempate frente a Unión Aconquija en San Juan por 3 a 2 el 12 de noviembre de 2014.
- Gustavo Coleoni: ascendió a la Primera B Nacional 2018 luego de haber descendido en el 2017, y tras 9 meses, volvió a guiar al equipo en el llamado "Operativo Retorno". 1 año después, llevó al club a Primera División tras 48 años, luego de ganarle a Sarmiento de Junín por penales en la final por el Reducido.

## Presidentes
- 1919-1920: Telmo Luna
- 1920-1924: Alfredo Gargaro
- 1924-1926: Arturo Bustos Navarro
- 1926-1929: Constantino Capovilla
- 1929-1930: Carlos Giana
- 1931-1934: Carlos Coronel Salvatierra
- 1935-1938: Antonio Collado López
- 1939-1941: Carlos Zurita
- 1941-1943: Victorio Giugolini
- 1944-1947: Pascual Yemma
- 1947-1952: Salvador Lorefice
- 1953-1956: Emilio Flores
- 1957-1958: José Sirena
- 1959-1960: Emilio Flores
- 1960: Elías Guabira
- 1961-1962: Luis Castellini
- 1963-1971: Ángel Guillermo Alegre
- 1972-1973: José Alfano (hijo)
- 1974-1976: Ángel Guillermo Alegre
- 1977-1980: Ricardo Allub
- 1981-1982: Santos Muratore Marnero
- 1983-1985: Rubén Yemma
- 1986-1988: Guillermo Bravo
- 1988-1990: José Oscar Zambolín
- 1991: Osvaldo Dib
- 1991-1992: Santos Muratore Marnero
- 1993-1995: Mario Habrá Interventor
- 1995-1997: Alfredo Rufail
- 1997-1999: Guillermo Bravo
- 1999-2001: Sergio Moisés
- 2001-2002: Aldo Corvalán Interventor
- 2002-2004: Rodolfo Castillo
- 2004-2007: Carlos González
- 2007-2009: Oscar Zambolín
- 2009-2018: Francisco Pece
- 2018-presente: José Félix Alfano

Comisión Directiva actual
- Presidente: José Félix Alfano.
- Vicepresidente 1.º: Jorge Alberto Gómez Paz.
- Vicepresidente 2.º: Víctor Alfredo Paz Trotta.
- Secretario: Nicolás Alfredo Paz Trotta.
- Tesorero: Leandro José Basbus.

## Palmarés

### Títulos Provinciales (48)
| Competición Provincial                       | Títulos | Subcampeonatos |
| -------------------------------------------- | --- | -------------- |
| Liga Santiagueña de Fútbol (47/0)            | 1945, 1957(2), 1959 (2), 1960 (2), 1961 (2), 1962, 1963 (2), 1964 (2), 1965 (2), 1966, 1967, 1969(2), 1970, 1971 (3), 1972, 1974, 1975 (2), 1976, 1978, 1980, 1981, 1983 (2), 1984 (3), 1985 (2), 1986, 1988 (Revalida), 1990 (Revalida), Clausura 1995, Apertura 1997, Ronda Final 1998, Liguilla 1999, 2010. |                |
| Primera B - Liga Santiagueña de Fútbol (2/0) | 1923, 2001. |                |
| Copa Santiago (1/0)                          | 2014. |                |

### Títulos nacionales
| Competición Nacional                         | Títulos  | Subcampeonatos |
| -------------------------------------------- | -------- | -------------- |
| Tercera categoría del fútbol argentino (1/0) | 2017-18. |                |
| Cuarta categoría del fútbol argentino (1/0)  | 1997-98. |                |

### Copas Nacionales (1)
| Competición Nacional      | Títulos | Subcampeonatos |
| ------------------------- | ------- | -------------- |
| Copa Argentina (1/1)      | 2024.   | 2018-19.       |
| Supercopa Argentina (0/0) |         |                |

### Otros Logros
- Primera B Nacional (1): 2018-19 (Ganador del Reducido)
- Torneo Federal A 2014 (1): 2014 (se considera como ganador y no como campeón).
- Torneo Argentino B (1): 2007-08 (Ganador de la Promoción)
- Torneo Regional (2): 1967, 1971.
- Torneo del Interior (1): 1985-86[14]
- Copa Montenegro (1): 1926
- Copa Jorge Newbery (1): 1963
- Copa King Campeones del Noroeste (1): 1965